# Copa Caribeña de Clubes Concacaf 2018
La Copa Caribeña de Clubes Concacaf 2018 fue la edición número 20 de este campeonato regional de clubes, siendo la primera en la cual solo se admitió participar a aquellas asociaciones miembro de la Unión Caribeña de Fútbol poseedoras de una liga profesional. Además de otorgar una plaza directa a la Liga de Campeones de la Concacaf, este torneo también fue designado clasificatorio para los equipos del Caribe a la Liga Concacaf. También se resolvió adoptar una nueva denominación, sustituyendo al de "Campeonato de Clubes de la Unión de Fútbol del Caribe" (CFU siglas en inglés). Y no solo experimentó un nuevo nombre oficial, también un nuevo formato de competición ya que en esta ocasión la Copa Caribeña de Clubes 2018 contó con la participación de ocho clubes campeones y subcampeones de cuatro Asociaciones Miembro del área caribeña poseedoras de ligas profesionales. El resto de las Asociaciones Miembro de la región antillana envió a sus clubes representativos a una nueva competición internacional, la CONCACAF Caribbean Club Shield 2018. 
El ganador de la Copa Caribeña de Clubes Concacaf 2018 clasificará directamente a la Liga de Campeones de la Concacaf 2019, mientras que el subcampeón y tercer lugar clasificarán a la Liga Concacaf 2018. 
El equipo que finalice en el cuarto lugar, se enfrentará al ganador de la CONCACAF Caribbean Club Shield 2018, en un repechaje para determinar al tercer club que representará al Caribe en la Liga Concacaf 2018.
El 21 de diciembre de 2017 se realizó el sorteo donde separa a los ocho equipos de la Copa Caribeña de Clubes Concacaf 2018. Los equipos del Grupo A tuvieron como sede Trinidad y Tobago, mientras que los del Grupo B jugaron en República Dominicana.
Por segundo año consecutivo un conjunto dominicano atrapó el máximo gallardete de esta competición: el Club Atlético Pantoja, que venció en la final al Arnett Gardens jamaiquino en tanda de tiros penales (6-5) luego de 120 minutos en el que la pizarra quedó indicando un empate 0-0.

## Equipos participantes
La siguiente lista corresponde a los equipos campeones y subcampeones de las 4 asociaciones miembros de la Unión Caribeña de Fútbol que poseen una liga profesional.
| Asociación                    | Equipo              | Método de clasificación                   |
| ----------------------------- | ------------------- | ----------------------------------------- |
| Haití 2 plazas                | Real Hope           | Campeón de la Serie de Apertura (2017)    |
| Haití 2 plazas                | Racing des Gonaïves | Subcampeón de la Serie de Apertura (2017) |
| Jamaica 2 plazas              | Arnett Gardens      | Campeón de la Liga Premier (2016-17)      |
| Jamaica 2 plazas              | Portmore United     | Subcampeón de la Liga Premier (2016-17)   |
| República Dominicana 2 plazas | Atlántico           | Campeón de la Liga Dominicana (2017)      |
| República Dominicana 2 plazas | Atlético Pantoja    | Subcampeón de la Liga Dominicana (2017)   |
| Trinidad y Tobago 2 plazas    | Central FC          | Campeón de la Liga Pro T&T (2016-17)      |
| Trinidad y Tobago 2 plazas    | W Connection        | Subcampeón de la Liga Pro T&T (2016-17)   |

## Fase de grupos

### Grupo A
| Equipo           | Pts | PJ | PG | PE | PP | GF | GC | Dif |
| ---------------- | --- | -- | -- | -- | -- | -- | -- | --- |
| Atlético Pantoja | 7   | 3  | 2  | 1  | 0  | 6  | 0  | +6  |
| Arnett Gardens   | 4   | 3  | 1  | 1  | 1  | 5  | 2  | +3  |
| W Connection     | 3   | 3  | 1  | 0  | 2  | 2  | 5  | -3  |
| Real Hope        | 3   | 3  | 1  | 0  | 2  | 1  | 7  | -6  |

### Grupo B
| Equipo              | Pts | PJ | PG | PE | PP | GF | GC | Dif |
| ------------------- | --- | -- | -- | -- | -- | -- | -- | --- |
| Central             | 6   | 3  | 2  | 0  | 1  | 4  | 2  | 2   |
| Portmore United     | 4   | 3  | 1  | 1  | 1  | 4  | 3  | 1   |
| Atlántico           | 4   | 3  | 1  | 1  | 1  | 4  | 4  | 0   |
| Racing des Gonaïves | 3   | 3  | 1  | 0  | 2  | 2  | 5  | -3  |

### Resultados
El 12 de enero de 2018 se dio a conocer las fechas para los partidos de la primera ronda de la Copa Caribeña de Clubes CONCACAF 2018.
| \| Fecha \| Estadio (Ciudad) \| Local \| Resultado \| Visitante \| \| -------------------- \| -------------------------------------- \| ---------------- \| --------- \| ---------------- \| \| 31 de enero de 2018 \| Ato Boldon Stadium (Trinidad y Tobago) \| Atlético Pantoja \| 0 - 0 \| Arnett Gardens \| \| 31 de enero de 2018 \| Ato Boldon Stadium (Trinidad y Tobago) \| W Connection \| 0 - 1 \| Real Hope \| \| 2 de febrero de 2018 \| Ato Boldon Stadium (Trinidad y Tobago) \| Real Hope \| 0 - 3 \| Atlético Pantoja \| \| 2 de febrero de 2018 \| Ato Boldon Stadium (Trinidad y Tobago) \| W Connection \| 2 - 1 \| Arnett Gardens \| \| 4 de febrero de 2018 \| Ato Boldon Stadium (Trinidad y Tobago) \| Arnett Gardens \| 4 - 0 \| Real Hope \| \| 4 de febrero de 2018 \| Ato Boldon Stadium (Trinidad y Tobago) \| W Connection \| 0 - 3 \| Atlético Pantoja \| |                                        |                  |           |                  |
| Fecha | Estadio (Ciudad)                       | Local            | Resultado | Visitante        |
| 31 de enero de 2018 | Ato Boldon Stadium (Trinidad y Tobago) | Atlético Pantoja | 0 - 0     | Arnett Gardens   |
| 31 de enero de 2018 | Ato Boldon Stadium (Trinidad y Tobago) | W Connection     | 0 - 1     | Real Hope        |
| 2 de febrero de 2018 | Ato Boldon Stadium (Trinidad y Tobago) | Real Hope        | 0 - 3     | Atlético Pantoja |
| 2 de febrero de 2018 | Ato Boldon Stadium (Trinidad y Tobago) | W Connection     | 2 - 1     | Arnett Gardens   |
| 4 de febrero de 2018 | Ato Boldon Stadium (Trinidad y Tobago) | Arnett Gardens   | 4 - 0     | Real Hope        |
| 4 de febrero de 2018 | Ato Boldon Stadium (Trinidad y Tobago) | W Connection     | 0 - 3     | Atlético Pantoja |

| \| Fecha \| Estadio (Ciudad) \| Local \| Resultado \| Visitante \| \| --------------------- \| ------------------------------------ \| ------------------- \| --------- \| ------------------- \| \| 7 de febrero de 2018 \| Estadio Cibao (República Dominicana) \| Central \| 0 - 2 \| Portmore United \| \| 7 de febrero de 2018 \| Estadio Cibao (República Dominicana) \| Atlántico \| 2 - 1 \| Racing des Gonaïves \| \| 9 de febrero de 2018 \| Estadio Cibao (República Dominicana) \| Racing des Gonaïves \| 0 - 3 \| Central \| \| 9 de febrero de 2018 \| Estadio Cibao (República Dominicana) \| Atlántico \| 2 - 2 \| Portmore United \| \| 11 de febrero de 2018 \| Estadio Cibao (República Dominicana) \| Portmore United \| 0 - 1 \| Racing des Gonaïves \| \| 11 de febrero de 2018 \| Estadio Cibao (República Dominicana) \| Atlántico \| 0 - 1 \| Central FC \| |                                      |                     |           |                     |
| Fecha | Estadio (Ciudad)                     | Local               | Resultado | Visitante           |
| 7 de febrero de 2018 | Estadio Cibao (República Dominicana) | Central             | 0 - 2     | Portmore United     |
| 7 de febrero de 2018 | Estadio Cibao (República Dominicana) | Atlántico           | 2 - 1     | Racing des Gonaïves |
| 9 de febrero de 2018 | Estadio Cibao (República Dominicana) | Racing des Gonaïves | 0 - 3     | Central             |
| 9 de febrero de 2018 | Estadio Cibao (República Dominicana) | Atlántico           | 2 - 2     | Portmore United     |
| 11 de febrero de 2018 | Estadio Cibao (República Dominicana) | Portmore United     | 0 - 1     | Racing des Gonaïves |
| 11 de febrero de 2018 | Estadio Cibao (República Dominicana) | Atlántico           | 0 - 1     | Central FC          |

## Fase Final
Los dos ganadores de cada grupo y los dos segundos lugares avanzarán a la fase final.

### Clasificados
| Equipo           |
| ---------------- |
| Atlético Pantoja |
| Arnett Gardens   |
| Central          |
| Portmore United  |

### Semifinales
| 11 de mayo de 2018 | Club Atlético Pantoja                 | 4:3 (3:2) | Portmore United           | Anthony Spaulding Sports Complex, Kingstom |                          |
| 18:00              | Espinal 24', 45+1' · Centeno 30', 69' | Reporte   | East 27', 34' · Lynch 52' | Árbitro(s): Jair Marrufo                   | Árbitro(s): Jair Marrufo |

| 11 de mayo de 2018 | Arnett Gardens           | 2:0 (1:0) | Central FC | Anthony Spaulding Sports Complex, Kingstom |                         |
| 21:00              | Edwards 35' · Morgan 55' | Reporte   |            | Árbitro(s): Bryan López                    | Árbitro(s): Bryan López |

### Tercer puesto
| 13 de mayo de 2018 | Portmore United          | 2:1 (0:1) | Central FC   | Anthony Spaulding Sports Complex, Kingstom |                          |
| 17:00              | Harriott 58' · Lynch 63' | Reporte   | Muckette 27' | Árbitro(s): Kimbell Ward                   | Árbitro(s): Kimbell Ward |

### Final
| 13 de mayo de 2018 | Club Atlético Pantoja                                           | 0:0 (6:5 p.)               | Arnett Gardens                                                     | Anthony Spaulding Sports Complex, Kingstom |                          |
| 20:00              |                                                                 | Reporte                    |                                                                    | Árbitro(s): Joel Aguilar                   | Árbitro(s): Joel Aguilar |
|                    |                                                                 | Tiros desde el punto penal |                                                                    |                                            |                          |
|                    | - López - Rebollo - Centeno - Quintero - Maita - Russell - Báez |                            | - Russell - Sterling - Nesbeth - Reid - Jackson - Johnson - Martin |                                            |                          |

## Campeón
| Copa Caribeña de Clubes Concacaf 2018 |
| ------------------------------------- |
| Bandera de la República Dominicana    |
| Club Atlético Pantoja 1º Título       |

## Estadísticas

### Tabla de goleadores
| Posición | Jugador           | Equipo           | Goles |
| -------- | ----------------- | ---------------- | ----- |
| 1        | Luis José Espinal | Atlético Pantoja | 5     |
| 2        | Fabian Reid       | Arnett Gardens   | 4     |
| 3        | Javon East        | Portmore United  | 3     |
| 3        | Jeremie Lynch     | Portmore United  | 3     |
| 5        | Eduardo Centeno   | Atlético Pantoja | 2     |
| 5        | Herlyn Cuica      | Atlántico        | 2     |
| 5        | Marcus Joseph     | W Connection     | 2     |
| 5        | Armando Maita     | Atlético Pantoja | 2     |